# September 2012
| September 2012 |
| Månader under 2012: Januari · Februari · Mars · April · Maj · Juni · Juli · Augusti · September · Oktober · November · December ← December 2011 · Januari 2013 → |

## Händelser

### 6 september
- Vid en kraftig explosion vid ett militärt ammunitionslager dödas 25 soldater och fyra skadas i staden Afyonkarahisar i Turkiet.

### 7 september
- En jordbävning äger rum i Yunnan i Kina[1]

### 9 september
- Paralympiska sommarspelen i London avslutas.